# Бидертал
Бидерта́л (фр. Biederthal) — коммуна на северо-востоке Франции в регионе Гранд-Эст (бывший Эльзас — Шампань — Арденны — Лотарингия), департамент Верхний Рейн, округ Альткирш, кантон Альткирш.
Площадь коммуны — 4,16 км², население — 348 человек (2006) с тенденцией к снижению: 278 человек (2012), плотность населения — 66,8 чел/км².

## Население
Численность населения коммуны в 2011 году составляла 286 человек, а в 2012 году — 278 человек.
| 1962 | 1968 | 1975 | 1982 | 1990 | 1999 | 2006 | 2011 | 2012 |
| ---- | ---- | ---- | ---- | ---- | ---- | ---- | ---- | ---- |
| 235  | 228  | 221  | 209  | 232  | 308  | 348  | 286  | 278  |

Динамика населения:

## Экономика
В 2010 году из 212 человек трудоспособного возраста (от 15 до 64 лет) 158 были экономически активными, 54 — неактивными (показатель активности 74,5%, в 1999 году — 68,5%). Из 158 активных трудоспособных жителей работали 153 человека (79 мужчин и 74 женщины), 5 числились безработными (трое мужчин и две женщины). Среди 54 трудоспособных неактивных граждан 15 были учениками либо студентами, 15 — пенсионерами, а ещё 24 — были неактивны в силу других причин.
На протяжении 2011 года в коммуне числилось 123 облагаемых налогом домохозяйства, в которых проживало 286 человек. При этом медиана доходов составила 32492 евро на одного налогоплательщика.